# Apocalyptica

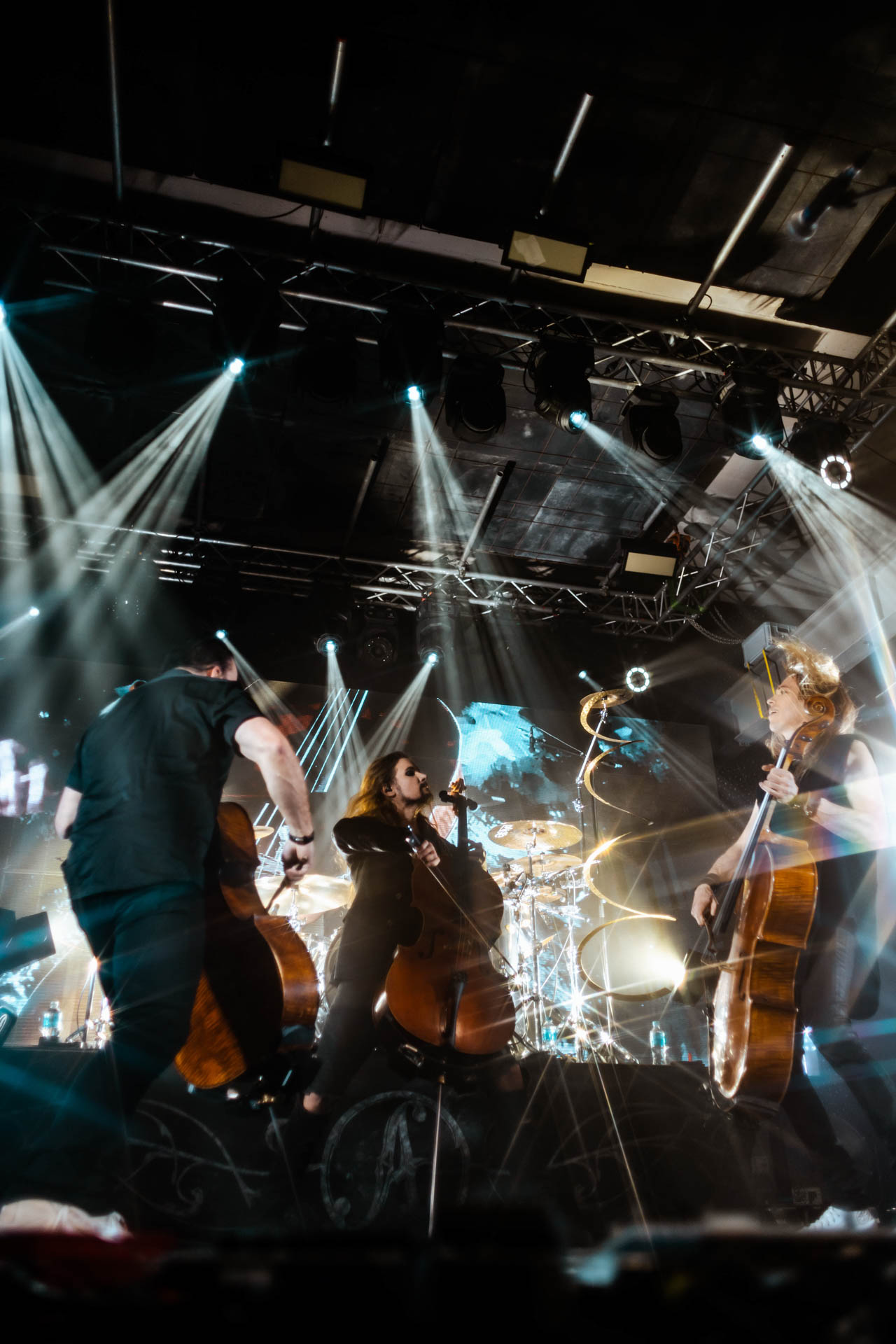
Apocalyptica 2023 Poland

Apocalyptica — финская группа, исполняющая метал на виолончелях. В состав группы входят 3 виолончелиста и барабанщик. Первоначально прославившись инструментальными кавер-версиями композиций известных треш-метал-групп, в дальнейшем Apocalyptica начала выпускать материал собственного сочинения.
Жанр группы не поддаётся однозначному определению, но чаще всего его характеризуют как симфоник-метал или виолончельный метал. Большинство композиций — инструментальные, однако Apocalyptica также привлекала для совместных записей вокалистов из Sabaton, Slipknot, The Rasmus, HIM, Sepultura, Guano Apes, Rammstein, Soulfly, Bullet for My Valentine, Lacuna Coil, Three Days Grace, Bush, Shinedown, Flyleaf, Gojira, The 69 Eyes, Oomph!, Hoobastank, а также Нину Хаген.

## История

### Начало карьеры (1993—1995)
Первоначальный состав Apocalyptica представлял собой четырёх виолончелистов: Эйкка Топпинен, Макс Лилья, Пааво Лётьёнен и Антеро Маннинен, имеющих классическое музыкальное образование. Юноши вместе учились в консерватории и были поклонниками музыки хеви-метал. Макс Лилья вспоминал:
Мы, музыканты Apocalyptica, знаем друг друга уже более 10 лет. Мы неоднократно встречались в летних лагерях для музыкантов. До того, как мы начали играть Metallica, мы уже поигрывали композиции Джими Хендрикса и нечто в том же духе на двух-трёх виолончелях, так что идея сыграть на них что-то странное и необычное была для нас отнюдь не новой. Мы все большие поклонники тяжёлой музыки, а Metallica вообще является для нас самой любимой группой.

Было лето 1993 года. Мы готовили развлекательную программу для одного из летних лагерей и хотели предложить слушателям нечто особенное. Вот мы и решили попробовать сыграть пару «металических» песен для наших друзей, музыкантов с классическим образованием. Должен признаться, повеселились мы тогда на славу! Более того, мы даже имели определённый успех!
После того выступления у музыкантов родилась идея подойти к экспериментам с тяжёлой музыкой более серьёзно. Они дважды исполнили программу в стенах родной академии, а затем, когда Apocalyptica стала квартетом, стали выступать и в рок-клубах финской столицы.
В названии группы музыканты совместили слово «апокалипсис» и свою любовь к Metallica. Так возникло название «Apocalyptica» («Апокалиптика»). Кроме того[чего?], под термином «апокалиптика» также подразумеваются жанры религиозной литературы и научной фантастики.
Начиная с 1995 года Apocalyptica начала выступать на крупных площадках, посещаемость их концертов через год уже доходила до пятидесяти тысяч. Во время тура Metallica по Финляндии квартет был приглашён выступать на «разогреве» у своих кумиров.

### Период каверов (1995—2000)
В декабре того же года представитель местной фирмы Zen Garden Records предложил группе выпустить целый альбом с песнями Metallica. Дебютный альбом Apocalyptica Plays Metallica by Four Cellos (с англ. — «„Апокалиптика“ играет „Металлику“ на четырёх виолончелях») вышел в свет в том же 1996 году и за год разошёлся тиражом 250 тысяч экземпляров. Два трека с диска были использованы в американском фильме «Твои друзья и соседи».
В 1998 году Apocalyptica приступили к записи альбома Inquisition Symphony, который был издан в апреле. Впервые, помимо кавер-версий песен Metallica, Sepultura, Pantera и Faith No More, группа представила на диске и композиции собственного сочинения, написанные Эйккой Топпиненом. Inquisition Symphony был встречен высокими рейтингами продаж, в чарте продаж альбомов в Финляндии он попал в десятку лидеров. Два видеоклипа — «Harmageddon» и «Nothing Else Matters» — были сняты в поддержку альбома.
Кроме того, Apocalyptica приняла участие в записи альбомов групп Heiland и Waltari, сольного проекта двух участников Leningrad Cowboys, выпустила сингл с собственной интерпретацией рождественской песенки «O Holy Night», а также выступила на одном музыкальном фестивале вместе с барабанщиком Slayer Дэйвом Ломбардо. В начале 2000 года Apocalyptica приняла участие в записи сингла «Letting the Cables Sleep» гранжевой команды Bush. При работе над этим треком группа впервые использовала полный симфонический оркестр.
Вслед за выходом альбома Apocalyptica вновь отправилась на гастроли, забросив работу и учёбу. В течение следующих двух лет группа посетила Грецию, Польшу, Болгарию, Литву и Мексику, причём их концерты проходили в залах вместимостью не менее двух тысяч человек. Летом 1999 года группа отыграла на европейском метал-фестивале Dynamo Open Air в голландском городе Эйндховен перед аудиторией порядка 30 тысяч человек. В 2000 году группа посетила Санкт-Петербург и Москву.

### АльбомCult(2000—2002)
В октябре 2000 года вышел третий диск Apocalyptica — Cult. Альбом считается[кем?] переломным в направлении развития группы — почти весь материал альбома теперь был написан Эйккой Топпиненом. Из чужих композиций на диске были лишь два кавера Metallica и интерпретация пьесы Эдварда Грига «В пещере горного короля». Во время записи этого альбома использовалось одновременно до 80 виолончелей. Песня «Hope» с этого альбома, исполненная Маттиасом Сэйером из группы Farmer Boys вошла в саундтрек фильма «Видок» с Жераром Депардье. На музыку «Path» и «Hope» были положены стихи в исполнении Сандры Насич (Guano Apes) и Маттиаса Сайера (Farmer Boys) и попали в специальное издание под названиями «Path Vol.2» и «Hope Vol.2» соответственно. На обе версии песни «Path» были сняты клипы.
В 2001 году вышел DVD мюнхенского выступления Apocalyptica, состоявшегося в октябре 2000 года. Также на этот диск вошли шесть видеоклипов и бонус-трек: «живое» исполнение «Little Drummerboy» в Варшаве в 1999 году.
К началу 2002 года в группе назревал кризис из-за непростых отношений между музыкантами, закончившийся уходом Макса Лильи.

### АльбомReflections(2002—2004)
Март 2003 года ознаменовался выходом альбома Reflections, в который вошли только собственные композиции Apocalyptica, написанные в основном Топпиненом. Три трека для этого альбома написал Пертту Кивилааксо. В записи пяти композиций принимал участие ударник группы Slayer Дэйв Ломбардо. Осенью вышло специальное издание альбома — Reflections Revised, включавшее CD и DVD.
В 2003 году Apocalyptica побывала в Москве на фестивале «Максидром-2003», а также на нескольких европейских фестивалях. Во время выступления на «Максидроме-2003» на сцену вновь вышел Антеро Маннинен, а за барабанную установку сел Микко Сирен, которые стали участвовать в живых выступлениях группы.
Группа также побывала на гастролях в Мексике, а в августе выступила на шоу Viva Overdrive в Берлине, где исполнила песню «Path» с Сандрой Насич и песню «Faraway» с Линдой Санбланд (Lambretta).
В начале 2004 года участники Apocalyptica были заняты в различных проектах. Пертту Кивилааксо вместе с Хельсинкским филармоническим оркестром побывал на гастролях в Аргентине и Бразилии. Пааво Лётьёнен продолжил свою преподавательскую деятельность. Эйкка Топпинен занимался новым проектом «Sheet-music». Также первая половина года была посвящена работе над новым, пятым, альбомом. В августе—сентябре группа снова дала несколько шоу на европейских фестивалях, таких как Heitere Open Air, Highfield Open Air, Metal Camp, Huntenpop.

### АльбомApocalyptica(2004—2006)
В январе 2005 года вышел пятый альбом, названный Apocalyptica. В альбом впервые были включены треки с вокалом — «Life Burns», «Bittersweet», «En Vie» и «Betrayal/Forgiveness». Ранее вокальные варианты собственных инструментальных композиций Apocalyptica издавались только в сингловом варианте. В записи песен приняли участие финские вокалисты Лаури Юлёнен (The Rasmus), Вилле Вало (HIM) и французская певица Эммануэль Монет (Manu). Также в записи альбома снова принял участие ударник Дэйв Ломбардо. В поддержку альбома были выпущены три сингла: «Bittersweet», «Wie Weit» и «Life Burns», на все три песни были сняты видеоклипы, транслировавшиеся по MTV. Песня «Bittersweet» стала главной музыкальной темой компьютерной игры Die Siedler: Das Erbe Der Konige.
В поддержку альбома Apocalyptica провели мировой тур, в марте впервые посетив США и Южную Америку, а также выступив вместе с Rammstein. Всего в 2005 году группой было отыграно более 150 шоу в десятках стран Европы и Америки. В ноябре группа дала несколько концертов в разных городах России. В том же году музыканты при участии Triplex приняли участие в записи саундтрека к российской спортивной драме «Бой с тенью». Композиция, исполненная ими, была написана композитором Алексеем Шелыгиным и номинировалась на премию RMA MTV Россия.

### АльбомWorlds Collide(2006—2009)
Все композиции с участием вокалистов, издававшиеся ранее на синглах, вошли в 2006 году в юбилейный сборник Amplified: a Decade of Reinventing the Cello, посвящённый десятилетию концертной деятельности группы.
В 2007 году Apocalyptica записала альбом Worlds Collide, в записи которого приняли участие Тилль Линдеманн (Rammstein), Кори Тейлор (Slipknot), Адам Гонтье (Three Days Grace), Кристина Скаббия (Lacuna Coil), а также ударник Дэйв Ломбардо (Slayer) и гитарист Томояцу Хотэй.
Apocalyptica выступала в качестве приглашённых гостей на Евровидении-2007 во время подсчёта голосов. Группа сыграла заглавную композицию с ещё не вышедшего на тот момент альбома Worlds Collide и попурри из двух своих песен — «Faraway» и «Life Burns».
Сингл «I Don’t Care», записанный в 2008 году с участием Адама Гонтье из Three Days Grace, попал на первое место хит-парада Billboard rock; стал вторым в Billboard’s Hot Mainstream Rock (после AC/DC); третьим в Billboard’s Hot Modern Rock.
12 июня 2009 года группа выступила на российском рок-фестивале «Рок над Волгой» в Самарской области вместе с российскими рок-группами. 2 апреля 2010 года группа впервые выступила в Минске на сцене Дворца Республики (Минск).
В январе 2011 года менеджмент группы Rammstein подал в суд на Apocalyptica за незаконное использование бренда Rammstein в рекламе альбома Worlds Collide. После того как в песне «Helden» принял участие Тилль Линдеманн, печатались постеры и рекламные объявления промокампании альбома со словами «featuring Rammstein», что не было согласовано с менеджментом немецкого коллектива. Сумма иска составила 45 000 евро.

### Альбом7th Symphony(2010)
Седьмой альбом группы был назван 7th Symphony (с англ. — «Седьмая симфония»). Спродюсирован Джо Бэррэйси и Говардом Бэнсоном (впрочем, он спродюсировал только 2 трека). Вышел 23 августа 2010 в Европе, 20 августа 2010 в Германии и 24 августа 2010 в США. Первый сингл прозвучал по радио 29 июня 2010.
Альбом включает в себя 8 инструментальных композиций и 4 трека с приглашёнными вокалистами. Вокал в песне «End of Me», вышедшей в качестве самостоятельного сингла, принадлежит Гэвину Россдэйл — бывшему вокалисту группы Bush. Ударник из Slayer Дэйв Ломбардо играет на треке «2010»; «Bring them to Light» записана с Джо Дюплантье — вокалистом и гитаристом французской дэт-метал-группы Gojira; «Broken Pieces» — с вокалисткой американской пост-гранж-группы Flyleaf Лейси Штурм; «Not Strong Enough» — с Брентом Смитом из американской хард-рок-группы Shinedown.
Видео на первый сингл было снято в конце мая 2010 года, а вышло 2 июля. Вслед за клипом «End of Me» прошли съёмки клипа на песню «Broken Pieces». Клип вышел в конце сентября 2010 года. Третий клип — «Not Strong Enough» с Брентом Смитом — вышел спустя ещё почти две недели.

### АльбомWagner Reloaded(2013)
Альбом Wagner Reloaded (с англ. — «Вагнер: Перезагружен») вышел 15 ноября 2013 года как запись концертов в Лейпциге 5 и 6 июля того же года.
Посвящён 200-летнему юбилею известного немецкого композитора Рихарда Вагнера. Apocalyptica получила предложение написать музыку к сценической постановке. Во время действия музыканты так же являются частью происходящего на сцене. Мировая премьера постановки, в которой соединились хореография, театр, декорации, визуальные эффекты и живая музыка — Вагнер под новым углом восприятия и исполнения, состоялась 5 июля 2013 года в Лейпциге.

### АльбомShadowmaker(2015)
Shadowmaker, восьмой студийный альбом группы, вышел в 2015 году. В отличие от нескольких предыдущих альбомов, в записи которых участвовало по несколько вокалистов, Shadowmaker был записан при участии одного Фрэнки Переса.

### Cell-0(2019—2020)
Летом 2019 года группа подписала контракт с лейблом Silver Lining Music, на котором 10 января 2020 года вышел их девятый студийный альбом Cell-0. «Ashes of the Modern World», первый сингл с этого альбома, вышел 3 октября 2019. Позднее были выпущены клипы «Rise» и «En Route To Mayhem».

## Состав

### Текущий состав
- Эйкка Топпинен — ритм-виолончель, контрабас, перкуссия, программинг, композитор, дополнительный вокал (с 1993)
- Пааво Лётьёнен — бас-виолончель, вокал, бэк-вокал (с 1993)
- Пертту Кивилааксо — соло-виолончель, программинг, дополнительный вокал, бэк-вокал (1995, с 1999)
- Фрэнки Перес[англ.] — вокал (с 2014)

### Бывшие участники
- Антеро Маннинен — виолончель (1993—1999, 2002—2009 (на выступлениях))
- Макс Лилья — виолончель (1993—2002)
- Микко Сирен — ударные, контрабас, дополнительный вокал, бэк-вокал (2003—2005 сессионно, 2005—2024)

## Участники

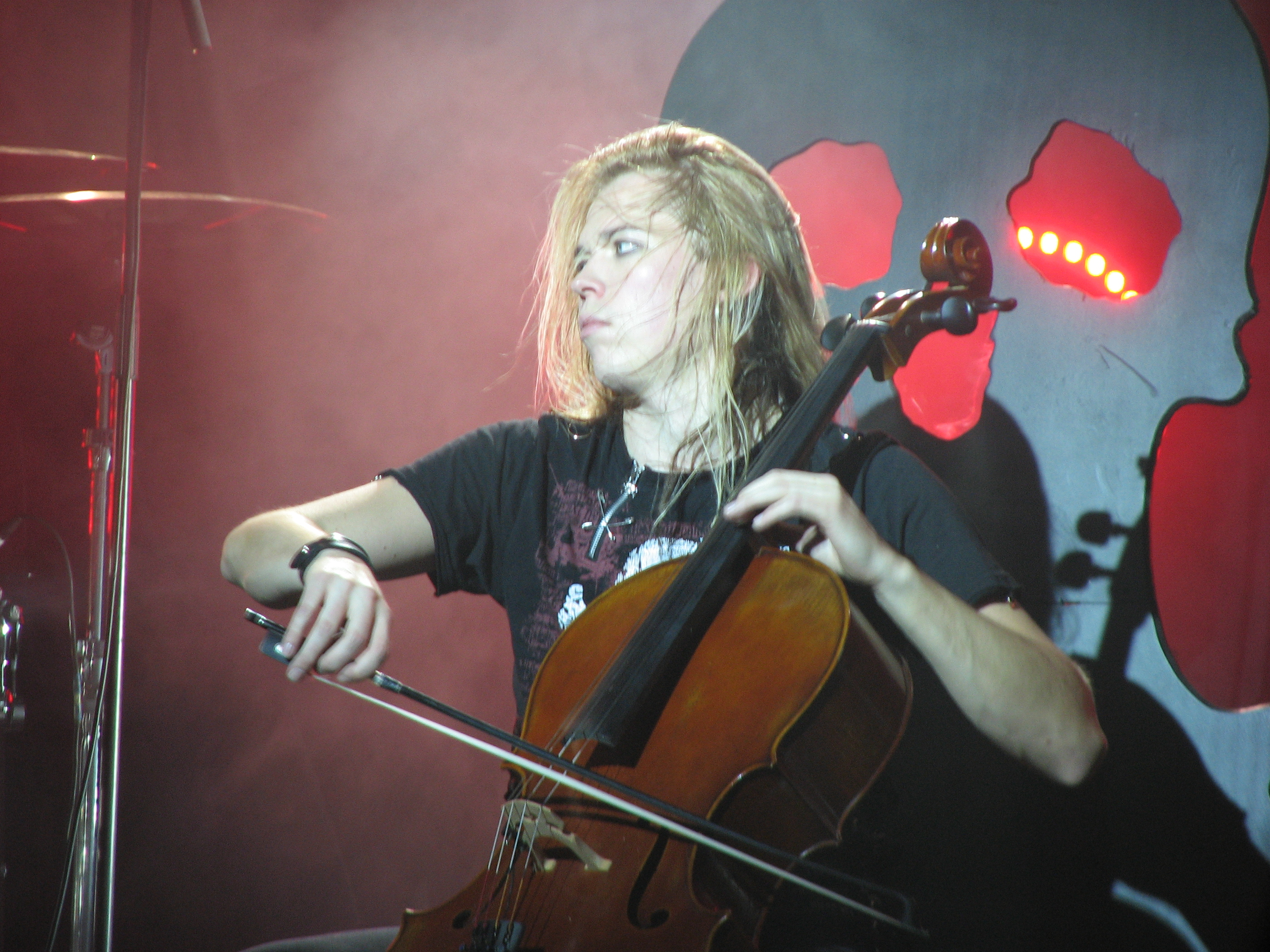
Эйкка Топпинен

### Эйкка Топпинен
Эйкка Топпинен (прозвище «Rankka», фин. rankka — сильный, тяжёлый) начал учиться игре на виолончели в девять лет, но через некоторое время решил начать играть на барабанах. Он играл в разных оркестрах, таких, как «Симфонический оркестр радио» и «Аванти». Он также был участником Виолончельного секстета Академии Сибелиуса. Эйкка делает аранжировки всех песен Metallica (исключая «One», который аранжировал Макс Лилья) и сочиняет собственные композиции. Сейчас он также играет многие сольные партии.

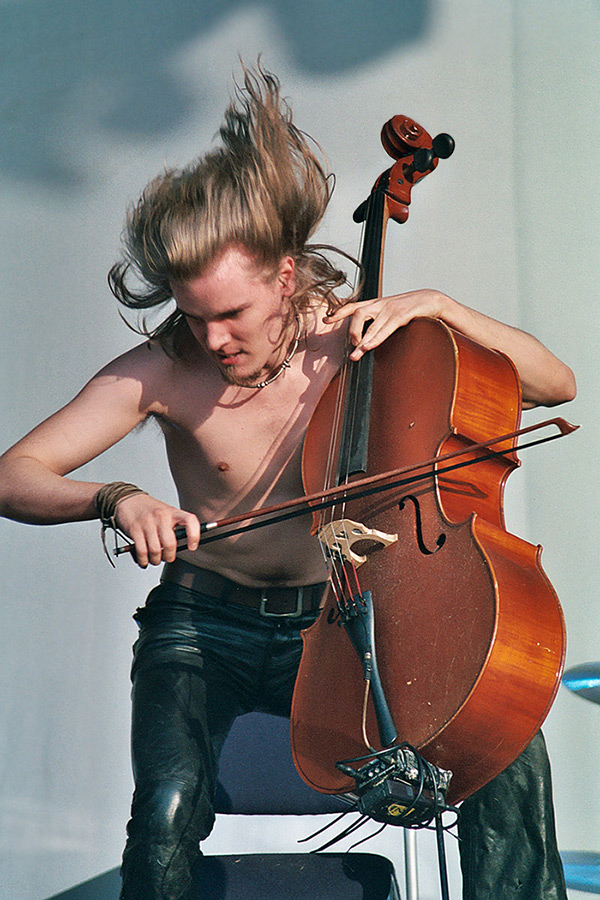
Пертту Кивилааксо

### Пертту Кивилааксо
Начал играть на виолончели в 5 лет, подражая отцу. Пертту пришёл в Apocalyptica к моменту записи альбома «Cult». Он был и остаётся музыкантом Хельсинкского филармонического оркестра. Он заменил в Apocalyptica Антеро Маннинена, который ушёл из Apocalyptica, чтобы продолжить свою карьеру в филармоническом оркестре. Пертту мог присоединиться к Apocalyptica гораздо раньше, ещё когда ему было всего около 16 или 17 лет, но остальные участники Apocalyptica посчитали, что участие в группе может негативно сказаться на его карьере классического музыканта. Пертту имеет пожизненный контракт с Хельсинкским филармоническим оркестром.

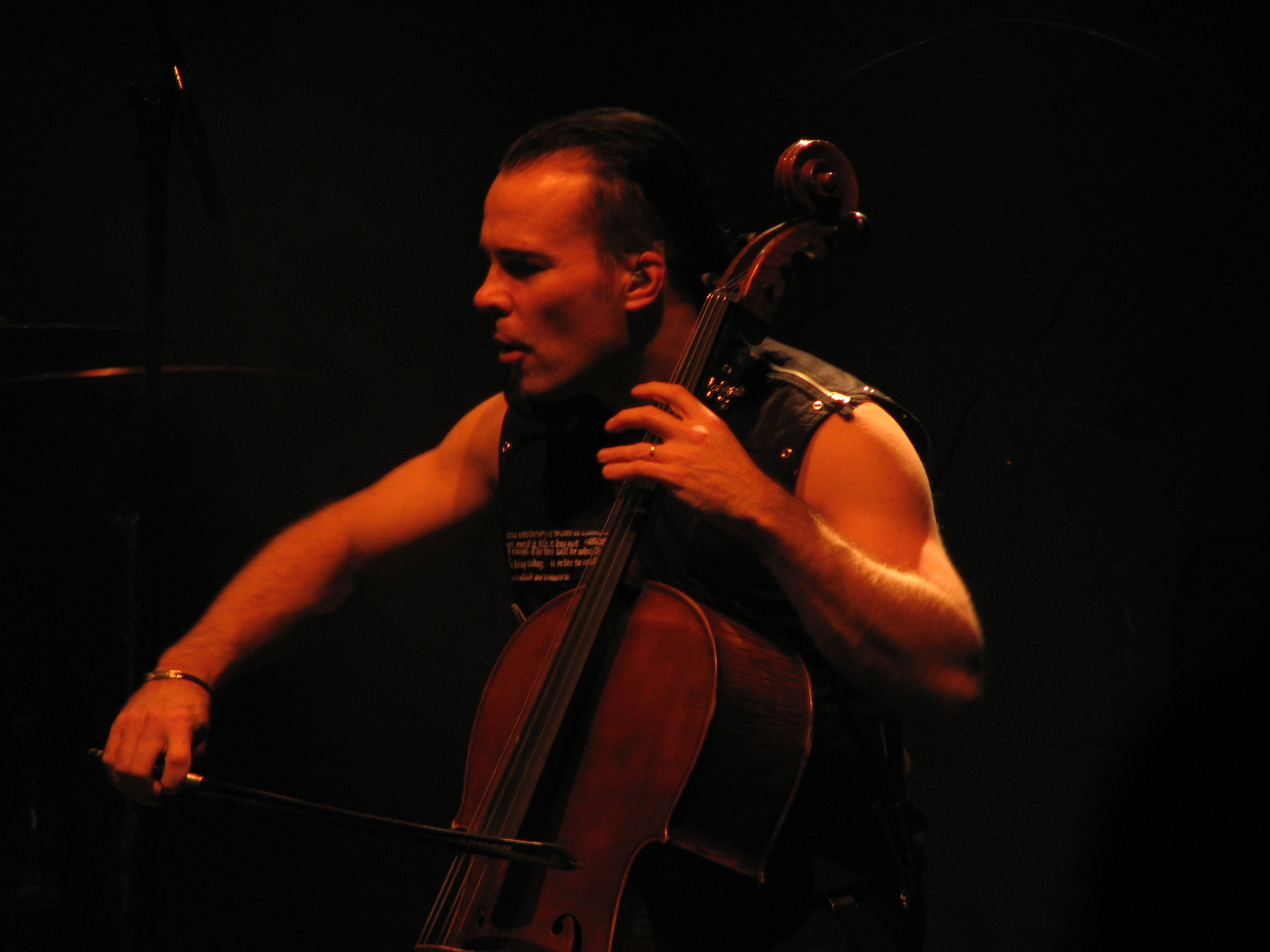
Пааво Лётьёнен

### Пааво Лётьёнен
В семье все — музыканты (родители и деды), и когда Пааво исполнилось семь, он взял виолончель в свои маленькие руки. Он решил, что это и будет тот инструмент, на котором он будет играть. Двадцать лет спустя он получил свой диплом «исполнителя-виолончелиста» в финской Академии Сибелиуса и начал работать учителем в музыкальной школе. Он также играл в Финской Национальной Опере.

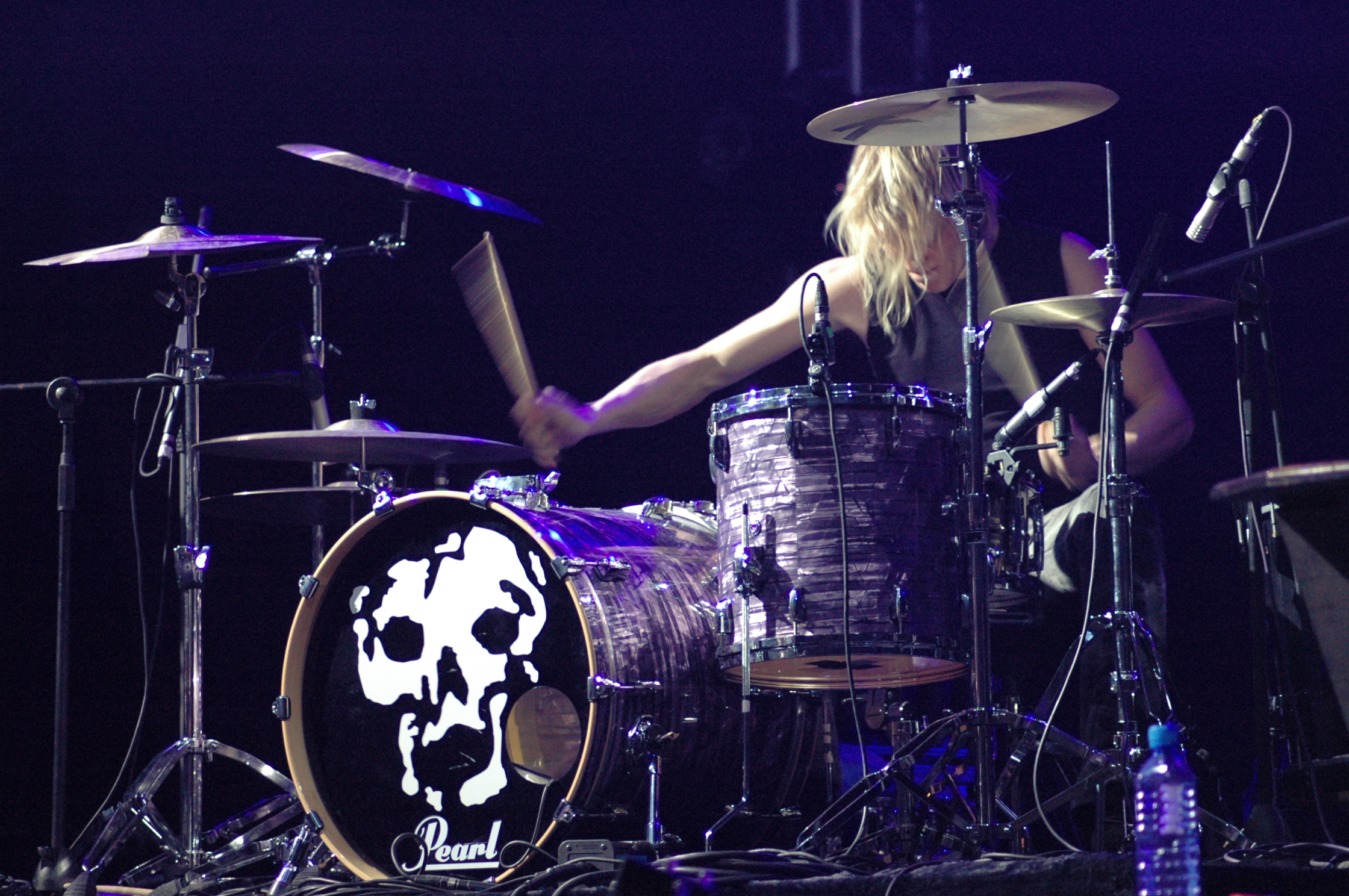
Микко Сирен

### Микко Сирен
Ударник Апокалиптики. Играл в ней с 2003 года, но только в 2005 году был объявлен «полноправным» участником группы. Ушёл из группы в 2024 году. Микко пробовал себя как гитарист и вокалист в других проектах, а также как диджей.

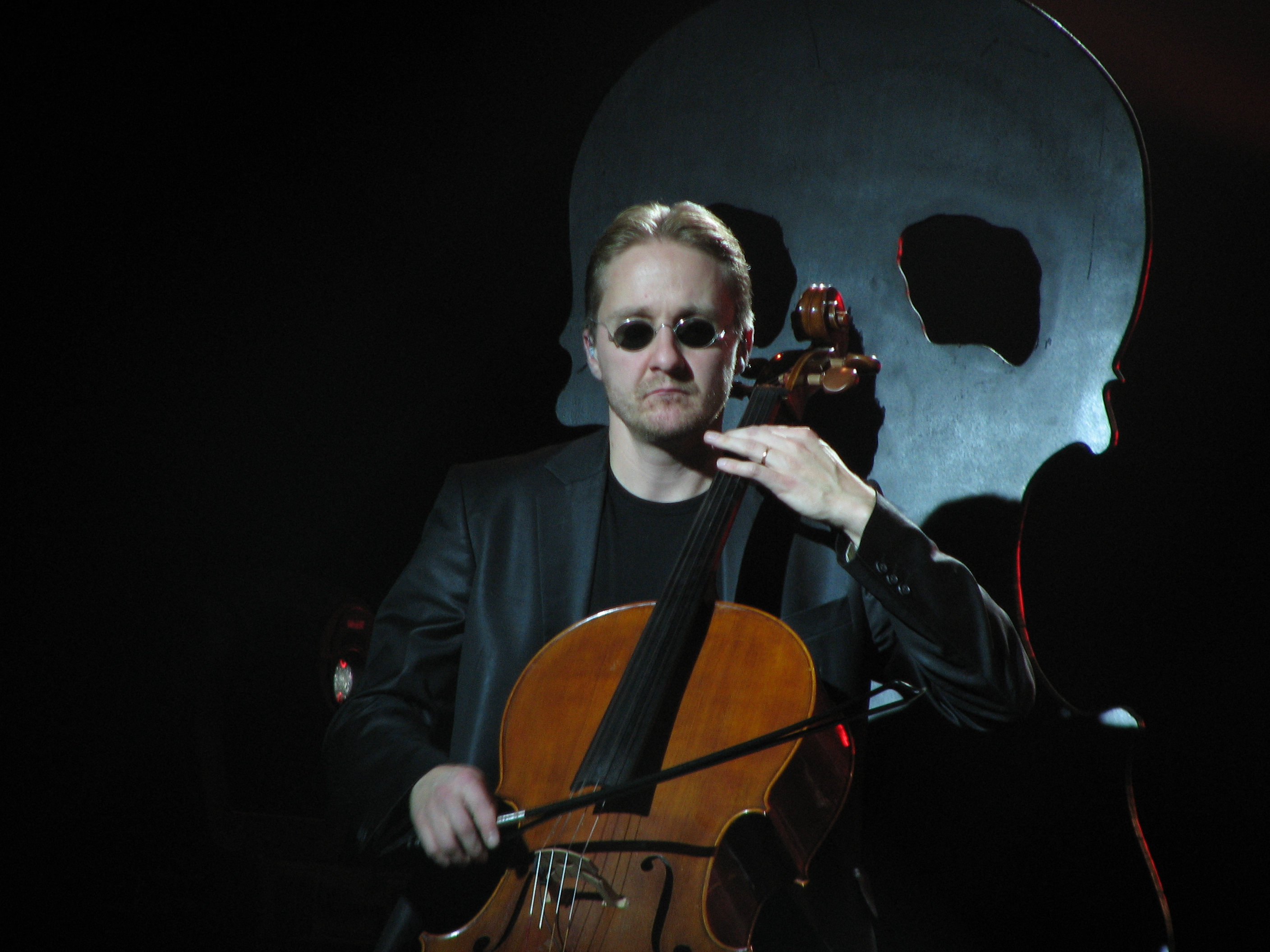
Антеро Маннинен

### Антеро Маннинен
Начал играть на виолончели в семилетнем возрасте. Играл во многих оркестрах. Присоединился к Apocalyptica в 1993 году, когда она создавалась, но после записи двух первых альбомов покинул Apocalyptica и вернулся в Филармонический оркестр города Лахти. После ухода Макса Лильи из Apocalyptica Антеро Маннинен вернулся в концертный состав группы. Он не принимает участия в создании и записи новых альбомов, играет только на концертах.

### Макс Лилья
Сначала учился играть на скрипке, но не получал от этого большого удовольствия. Когда ему исполнилось семь, он решил, что поменяет скрипку на виолончель. В девятилетнем возрасте поступил в Музыкальную академию, став самым молодым студентом. Он играл в различных оркестрах, таких как Avanti, Городской оркестр Куопио. В январе 2002 года Макс решил уйти из Apocalyptica из-за постоянных конфликтов с другими участниками. Сейчас Макс играет в рок-группе Hevein, а также участвует в концертах Тарьи Турунен (экс-Nightwish) в поддержку её альбома My Winter Storm. В апреле 2013 Макс готовится выпустить сольный альбом Plays Electronica By One Cello, совмещающий электровиолончель и классический акустический инструментарий.

## Дискография

### Студийные альбомы
- Plays Metallica by Four Cellos (1996)
- Inquisition Symphony (1998)
- Cult (2000)
- Reflections (2003)
- Apocalyptica (2005)
- Worlds Collide (2007)
- 7th Symphony (2010)
- Shadowmaker (2015)
- Cell-0 (2020)
- Plays Metallica Vol. 2 (2024)

### Концертные альбомы
- Wagner Reloaded-Live in Leipzig (2013)

### Сборники
- Best of Apocalyptica (2002) (Издан только в Японии)
- Amplified — A Decade of Reinventing the Cello (2006) (2CD)

### Синглы
- «Apocalyptica» (1996)
- «Harmageddon» (1998)
- «Path Vol.2» (2001)
- «Hope Vol.2» (2002)
- «Faraway Vol.2» (2003)
- «Seemann» (2003)
- «Bittersweet» (2004)
- «Wie Weit/How Far/En Vie» (2005)
- «Life Burns» (2005)
- «Repressed» (2006)
- «I’m not Jesus» (2007)
- «S.O.S.» (Anything But Love) (2007)
- «I Don’t Care» (2008)
- «End Of Me» (2010)
- «Not strong Enough» (2010)[16]
- «Broken Pieces» (2010)[16]
- «Psalm» (2013)
- «Angry Birds Theme» (2014)
- «Shadowmaker» (2014)
- «Cold Blood» (2015)
- «Ashes of the Modern World» (2019)
- «Rise» (2019)
- «En Route to Mayhem» (2019)
- «Cell-0» (2020)
- «Live Or Die» (2020)
- «Angels Calling» (2020)
- «Talk To Me» (2020)
- «Ei Vaihtoehtoo» (2021)

### DVD
- Live (Apocalyptica) (2001)
- Reflections Revised (2003)
- The Life Burns Tour (2006)

### Видеоклипы
- «Enter Sandman» (1996)
- «The Unforgiven» (1996)
- «Nothing Else Matters» (1998)
- «Harmageddon» (1998)
- «Path» (2000)
- «Path vol.2» (с Сандрой Насич) (2001)
- «Hope vol.2» (c Маттиасом Сэйером) (2001)
- «Somewhere Around Nothing» (2003)
- «Faraway vol.2» (с Линдой Сандблад) (2003)
- «Seemann» (с Ниной Хаген) (2003)
- «Bittersweet» (с Вилле Вало и Лаури Юлёненом) (2004)
- «Wie Weit/How Far/En Vie» (с Мартой Яндовой и Эммануэль Монет (Manu)) (2005)
- «Life Burns» (с Лаури Юлёненом) (2005)
- «Repressed» (с Максом Кавалерой и Мэттом Таком) (2006)
- «Die Schlinge» (с OOMPH!) (2006)
- «I’m not Jesus» (c Кори Тэйлором) (2007)
- «S.O.S.» (Anything but Love) (с Кристиной Скаббия) (2008)
- «I Don’t Care» (c Адамом Гонтье) (2008)
- «Grace» (с Томояцу Хотеем) (2008)
- «Иуда» (совместно с группой Пилигрим) (2009)
- «End of me» (с Гэвином Россдэйлом) (2010)
- «Broken Pieces» (с Лэйси Штурм) (2010)
- «Not strong Enough» (с Брентом Смитом) (2010)
- «Cold Blood» (c Фрэнки Пересом[англ.]) (2015)
- «Fields of Verdun» (кавер Sabaton) (2019)
- «Ashes of the Modern World» (2019)
- «Rise» (2019)